# Sina Corp
Sina Corp — китайська інтернет-компанія. Є мережею спілкування між китайськими діаспорами по всьому світу. Має чотири напрямки діяльності: Sina Weibo, Sina Mobile, Sina Online і Sina.net. Об'єднує більше 100 мільйонів користувачів по всьому світу. Компанія володіє сервісом Sina Weibo, що є китайським аналогом Twitter, який займає більше 56 % китайського ринку мікроблогів серед активних користувачів і більше 86 % серед всіх зареєстрованих в країні блогерів, перевершуючи за цим показником своїх основних конкурентів — компанії Tencent та Baidu. Sina Mobile — займається мобільним ринком, Sina Online — інтернет-провайдер, Sina.net — поштовий сервер.
За інформацією сайту alexa.com, станом на лютий 2014 року, сайт sina.com.cn займає 11 місце у світі за популярністю.